# تپه کل کلی
تپه کل کلی مربوط به مس وسنگ - دوره اشکانیان است و در شهرستان ماهیدشت، بخش ماهیدشت، دهستان ماهیدشت، ۱/۲ کیلومتری جنوب چالابهٔ سفلی واقع شده و این اثر در تاریخ ۲۷ اسفند ۱۳۸۶ با شمارهٔ ثبت ۲۲۳۵۲ به‌عنوان یکی از آثار ملی ایران به ثبت رسیده است.